# Aliens: Colonial Marines
Aliens: Colonial Marines (с англ. — «Чужие: Колониальные морпехи») — компьютерная игра в жанре шутера от первого лица, разработанная американской студией Gearbox Software и изданная японской компанией Sega в феврале 2013 года для PlayStation 3, Xbox 360 и Windows. Действия игры разворачиваются между событиями фильмов «Чужие» и «Чужой 3», Colonial Marines повествует о группе колониальных морских пехотинцев, вынужденных противостоять наёмникам корпорации «Вейланд-Ютани» и спасти выживших с космического корабля «Сулако». В игре присутствует сюжетная кампания, поддерживающая как одиночный режим, так и кооператив, и мультиплеер, в котором игроки соревнуются друг с другом в различных режимах.
Colonial Marines находилась в разработке шесть лет и пережила достаточно бурный цикл производства. Основной разработчик Gearbox Software решил сосредоточиться на других проектах, таких как Duke Nukem Forever и Borderlands 2, поэтому передал значительную часть разработки на аутсорсинг другим студиям. На игру во многом повлиял фильм Джеймса Кэмерона «Чужие», а для разработки локаций был нанят художник Сид Мид, работавший с режиссёром над созданием корабля «Сулако».
Несмотря на то, что Colonial Marines разошлась тиражом в миллион проданных копий в Европе в США, игра получила крайне негативные отзывы от критиков и игроков — её критиковали за многочисленные технические проблемы, некачественную графику и слабый интеллект противников. Она считается одной из худших игр как 2013 года, так и в истории видеоигр. Самым сильным аспектом Colonial Marines был признан мультиплеер. Несмотря на разгромную критику, в дальнейшем были выпущены четыре пакета загружаемого контента, добавляющих новые карты, новый кооперативный режим и новую сюжетную кампанию, которая проходит до основных событий игры. Впоследствии игру критиковали за то, что в демонстрационных материалах для прессы она выглядела значительно лучше, чем на выходе, что привело к коллективному судебному иску от двух игроков на Gearbox и Sega за ложную рекламу. В 2017 году моддер улучшил искусственный интеллект противников, исправив ошибку в коде игры.

## Игровой процесс

Скриншот игры, на котором игрок держит импульсную винтовку. В левом нижнем углу отображаются шкала здоровья и брони, в правом — счётчик патронов

Aliens: Colonial Marines представляет собой шутер от первого лица, основанный на серии научно-фантастических фильмов ужасов «Чужой». Сюжетная кампания, которая поддерживает как одиночный режим, так и кооператив до четырёх человек, содержит одиннадцать миссий, в которых игроки перемещаются от одной контрольной точки к другой, сражаясь с противниками, управляемыми искусственным интеллектом. Игроку противостоят инопланетные существа ксеноморфы и враждебно настроенные наёмники. Ксеноморфы достаточно быстрые и атакуют в основном когтями или плюются кислотой из хвоста, а наёмники более медленные и используют огнестрельное оружие.
Поскольку персонажи состоят в вымышленном воинском подразделении колониальной морской пехоты, показанной в фильме «Чужие» Джеймса Кэмерона, в арсенале у игроков различные пистолеты, дробовики, гранаты, импульсные винтовки, огнемёты, турели и умные ружья, которые автоматически нацеливаются на противников. Солдаты также могут использовать сварочную горелку для герметизации дверей и датчики движения для слежки за невидимыми врагами. Боеприпасы можно найти у побеждённых наёмников или в определённых местах на карте. У пехотинцев имеется полоса жизни, разделённая на сегменты. Истощающиеся сегменты автоматически восстанавливаются со временем. Игроки также могут восстановить здоровье с помощью аптечек. У солдат имеется ещё и броня, защищающая очки здоровья, но она не восстанавливается. Если игроки проходят игру в кооперативном режиме, у них есть ограниченное время на оживление своего товарища. Если игрок всё-таки погибает, он не сможет вернуться до тех пор, пока другие солдаты не достигнут контрольной точки.
В Colonial Marines присутствует мультиплеер, в котором две команды по пять человек сталкиваются друг с другом в четырёх режимах. Одна команда игроков — морпехи, вторая — ксеноморфы. По истечении лимита времени геймеры меняются ролями и повторно играют на той же карте. В режиме «Схватка» обе команды должны набрать максимальное количество очков; «Истребление» — морпехи должны взорвать бомбы в районах с кладками яиц, защищаемыми ксеноморфами; «Спасение» — пехотинцы должны добраться до точки эвакуации, попутно выполняя различные задачи по выживанию; «Выживание» — солдатам необходимо как можно дольше продержаться от атак ксеноморфов с ограниченным запасом здоровья и припасов. В отличие от морпехов, игроки в роли Чужих играют от третьего лица и не используют огнестрельное оружие, зато обладают способностью бегать по стенам и потолкам, атаковать в ближнем бою когтями и выпускать из хвоста кислоту.
В одиночной игре игроки зарабатывают очки опыта, побеждая противников, выполняя задания и находя коллекционные предметы — жетоны, аудиозаписи и легендарные виды оружия, которые носили герои из фильмов про «Чужого». Задания варьируются от убийства противников определённым способом до победы в мультиплеерных матчах и выполнений сюжетных миссий в зависимости от уровня сложности. Игроки имеют два ранга — один для морпехов, другой — для Чужих. Когда будет получено достаточное количество очков опыта, их ранг повышается. Повышение в ранге для пехотинцев открывает улучшения оружия для использования как в сюжете, так и в мультиплеере — например, оптические прицелы или магазины с бо́льшим количеством патронов. Повышение в ранге для ксеноморфов открывает новые навыки для Чужих. Выполнение заданий также открывает возможности кастомизации внешнего вида ксеноморфов и солдат, а также новые атрибуты, доступные исключительно вторым в мультиплеере.

## Сюжет
Спустя семнадцать недель после событий фильма «Чужие», космический корабль «Сефора» отправляет батальон колониальных морпехов для расследования космического корабля «Сулако», который находится на орбите планетоида LV-426. Внутри «Сулако» пехотинцы замечают ксеноморфов, и в результате последовавшей схватки, оба корабля взрываются. Капрал Кристофер Уинтер и рядовые Питер О’Нил и Белла Клэрисон обнаруживают, что наёмники исследовательского центра «Вейланд-Ютани» являются командирами «Сулако» и разводят для изучения на борту ксеноморфов. Незадолго до уничтожения обоих кораблей, солдаты вместе с капитаном Крузом, андроидом Бишопом и пилотом-лейтенантом Лизой Рид спасаются на борту шаттла и находят убежище в руинах комплекса колонии «Надежда Хадли» на LV-426.
Несмотря на то, что морпехи узнают о нападении лицехвата на Клэрисон, Круз приказывает Уинтеру отправиться в близлежащий исследовательский центр «Вейланд-Ютани», расположенный возле заброшенного корабля с ксеноморфами, и забрать оттуда декларацию с неизвестной заключённой с «Сулако». В попытке спасти рядовую Клэрисон, Уинтер и О’Нил сопровождают её на объект с целью убедить выживший персонал удалить эмбрион чужого из её тела. Однако по прибытии допрошенный врач «Вейланд-Ютани» объясняет, что спасти Клэрисон уже не получится, потому что эмбрион строит в ней инвазивную плаценту из жидкостей и питательных веществ носителя, а сама плацента, фактически, захватывает все органы грудной полости. Таким образом, даже если эмбрион ксеноморфа будет извлечён, она всё равно умрёт. Поняв, что она обречена, Клэрисон прощается с О’Нилом и Уинтером, после чего из неё вырывается Грудолом, которого тут же застреливает О’Нил.
Уинтер и О’Нил возвращают декларацию, которую они отправили, чтобы найти и спасти выжившего капрала Дуэйна Хикса. Хикс объясняет, что после того, как «Сулако» стартовал от LV-426, на корабль напали люди из «Вейланд-Ютани». В соответствии с инструкциями Хикс, как единственное на борту военное лицо, был выведен из анабиоза. Пожар в отсеке с криокапсулами привёл к тому, что выжившие в «Сулако» Эллен Рипли, Ньют и Бишоп были выброшены за борт вместе с телом неопознанного мужчины, которого приняли за капрала. Самого Хикса же похищают наёмники и подвергают пыткам во время допроса под контролем андроида Майкла Вейланда с целью узнать больше информации о происхождении ксеноморфов и получить контроль над системами вооружения «Сулако». От Хикса морпехи также узнают, что к исследовательскому комплексу пришвартован транспортный корабль, работающий на сверхсветовой скорости, что представляет собой последний шанс для солдат сбежать с LV-426.
Собрав оставшийся персонал «Сефоры», Круз отдаёт приказ об атаке на «Вейланд-Ютани» для захвата сверхсветового корабля. Уинтер и Хикс возглавляют наступление, но незадолго до того, как они успевают до него добраться, корабль улетает. В последней попытке догнать его, Круз подлетает на шаттле к нему и врезается в ангар. Уинтер сталкивается с Королевой Чужих в ангарном отсеке и пытается её катапультировать с помощью системы запуска грузов, но терпит неудачу. Круз жертвует собой, сумев запустить двигатели шаттла, который выталкивает Королеву наружу и падает вслед за ней. Уинтер, О’Нил, Рэйд, Бишоп и Хикс берут на прицел Майкла Вейланда, и Хикс убивает его. В поисках полезной информации Бишоп подключается к Майклу и заявляет, что у них теперь есть всё, чтобы начать войну.

## Разработка

### Идея и дизайн

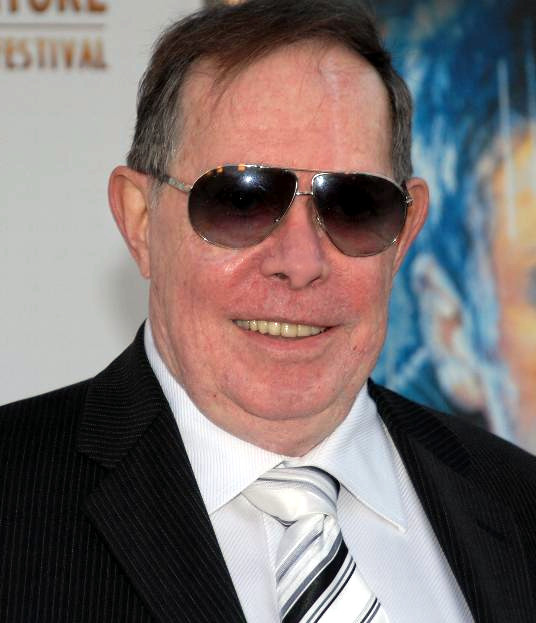
В разработке локаций принимал участие художник Сид Мид

Идея разработки Aliens: Colonial Marines зародилась после встречи креативного директора Gearbox Software Брайана Мартелла и режиссёра фильма «Чужой» Ридли Скотта. Когда в 2005 году вышла Brothers in Arms: Road to Hill 30, в Gearbox заинтересовались работой над уже существующей интеллектуальной собственностью и первоначально рассматривали фильм Скотта «Бегущий по лезвию», а также «Схватку» Майкла Манна. После обсуждения Мартелла и Скотта вселенной «Чужого», Gearbox обратилась к киностудии 20th Century Fox для покупки лицензии. Японский издатель Sega, купивший права на выпуск игр по «Чужому» в декабре 2006 года, дал Gearbox полную творческую свободу в реализации игровых идей. Поскольку Gearbox прославилась шутерами от первого лица, а костяк разработчиков состоял преимущественно из поклонников «Чужих», студия решила делать шутер от первого лица, являющийся прямым продолжением фильма.
Хотя окончательный вариант сценария к игре был написан сценаристами из Gearbox Майки Ньюманом, Брэдли Томпсоном и Дэвидом Уэддлом, в проработке истории и персонажей во время забастовки Гильдии сценаристов США в 2008 году принимали участие сценаристы сериала «Звёздный крейсер „Галактика“». Действие игры происходит между событиями фильмов «Чужие» и «Чужой 3», рассказывая, что привело к последнему. Таким образом, Colonial Marines считается каноном в своей франшизе. Для игры были воссозданы несколько культовых локаций из фильмов, такие как корабль «Сулако» и колония «Надежда Хадли». Чтобы сохранить аутентичность, разработчики пригласили художника Сида Мида, работавшего с Джеймсом Кэмероном в создании корабля «Сулако» для «Чужих». Кроме того, Gearbox получала цветные плёнки от компании Kodak.
Изначально планировался командный геймплей, позволяющий игроку отдавать приказы морпехам с помощью контекстно-зависимых команд, а они управлялись искусственным интеллектом. Среди команд были взлом дверей, герметизация вентиляции и установка роботизированных турелей. В кооперативном режиме игроки могли напрямую управлять морпехами, у которых были свои сильные и слабые стороны. Но в конечном итоге от такой идеи отказались, чтобы сделать геймплей более доступным. Gearbox решила разрабатывать игру для платформы Windows и недавно выпущенных на тот момент консолей PlayStation 3 и Xbox 360 — по словам представителей, «их технология оправдает фильм».

### Создание

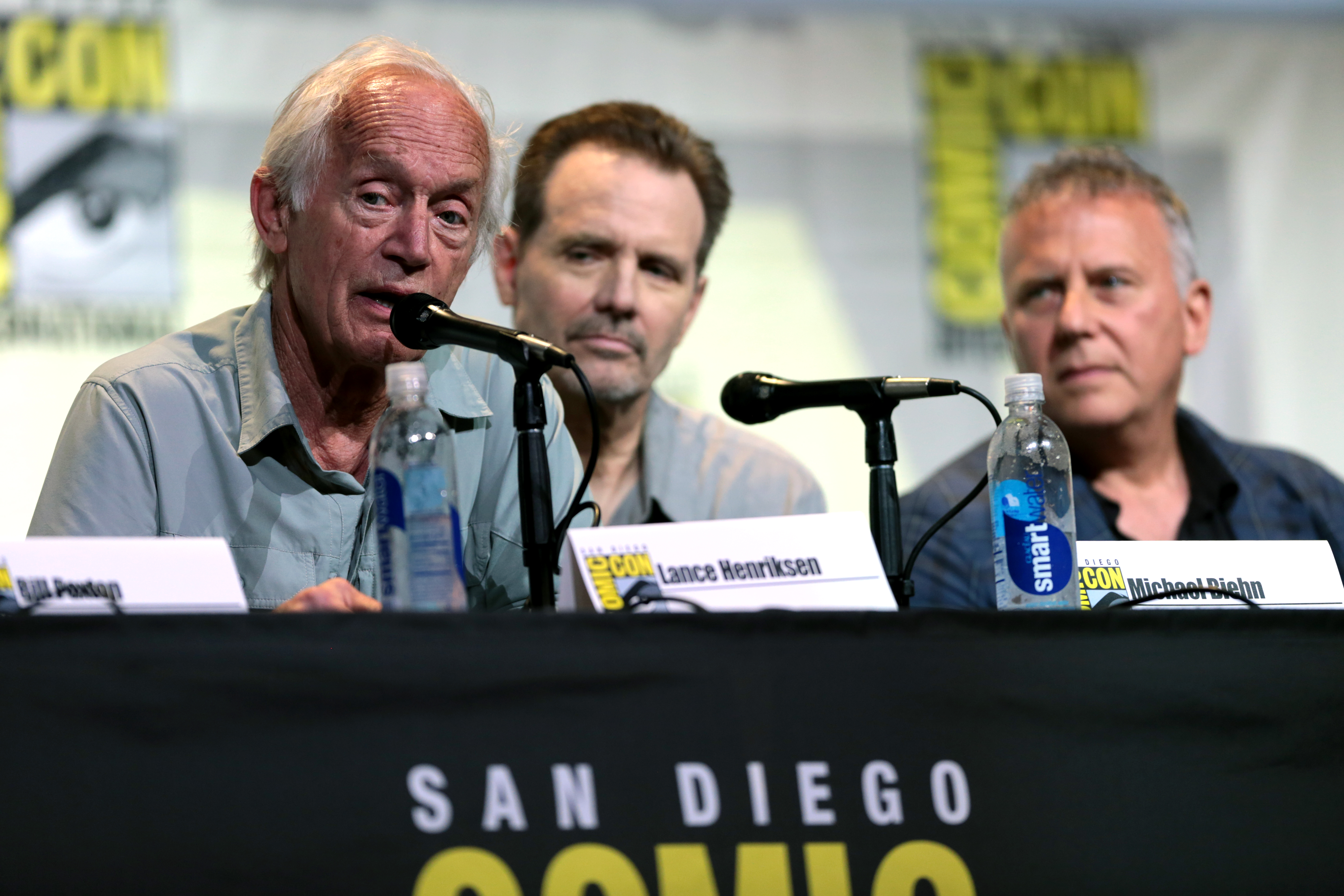
В игре принимали участие Лэнс Хенриксен и Майкл Бин, снимавшиеся в фильме «Чужие»

Несмотря на то, что Gearbox считается основным разработчиком Aliens: Colonial Marines, в создание игры внесли свой вклад ещё несколько студий. Предварительная работа над Colonial Marines, на тот момент под кодовым названием Pecan, началась в 2007 году — прототип был разработан американской студией Demiurge Studios, которая также помогала Gearbox в разработке мультиплеерных функций. В период с 2007 по 2010 год Gearbox не занималась игрой, отдавая предпочтение Borderlands и Duke Nukem Forever. Colonial Marines разработана на движке Unreal Engine 3 от Epic Games, однако Gearbox потратила огромное количество времени на разработку пользовательского рендеринга освещения и теней в режиме реального времени, который был «подключён» к движку, чтобы передавать ощущение «Чужих». Студия Nerve Software, которая занималась разработкой шутера от первого лица Return to Castle Wolfenstein 2001 года, создала карты для многопользовательской игры.
Когда в 2009 году вышла Borderlands, она получила положительные отзывы от критиков и игроков и стала коммерчески успешной, что побудило Gearbox немедленно начать работу над Borderlands 2 и передать разработку Colonial Marines на аутсорсинг американской студии TimeGate Studios, которая в свою очередь работала над шутером Section 8: Prejudice. В конце 2010 года, когда TimeGate всё-таки бросила свои силы на Colonial Marines, студия поняла, что разработка игры мало прогрессирует. По некоторым данным, игра на тот момент представляла собой просто набор несвязанных ресурсов, которые включали в себя средство визуализации освещения и теней. Хотя TimeGate занималась первичной разработкой игры до того момента, пока создание Borderlands 2 не было практически завершено в середине 2012 года, их работу должны были одобрить как в Gearbox, так и в Sega. Из-за того, что нарративные дизайнеры всё ещё писали сценарий к сюжетной кампании, целые миссии и сцены были удалены. Так, в одной из миссий игрок должен был сопровождать учёного, который потом становился секретным агентом «Вейланд-Ютани».
Во время разработки возникли разногласия по поводу того, какой должна быть игра — так, в Sega хотели, чтобы Colonial Marines была больше похожа на Call of Duty, с меньшим количеством ксеноморфом в пользу морпехов, на что возражали Gearbox и TimeGate. Разработчики пытались оптимизировать игру, потратив огромное количество времени на улучшение графики для демонстрационных материалов для журналистов, которые запускались на компьютерах более высокого класса не предназначенных для общего использования. Точность воспроизведения шейдеров и частиц сильно снизили перед выходом, размер текстур уменьшили для того, чтобы игра влезла в ограничения памяти PlayStation 3 и Xbox 360.
Когда Gearbox всё-таки вернулась к созданию проекта в середине 2012 года, наработки TimeGate студию не удовлетворили, отчасти потому что игра была неработоспособной на PlayStation 3. Так как дата релиза была назначена на февраль 2013 года, а из-за задержек просить Sega о переносе не было возможности, у Gearbox оставалось всего девять месяцев на пересмотр работы TimeGate и завершение разработки. В дальнейшем в TimeGate сомневались в том, какая часть игры была создана Gearbox на самом деле. По словам главного исполнительного директора Gearbox Рэнди Питчфорда, TimeGate «потратила около 20-25 % общего времени разработки», но если не принимать во внимание время подготовки Gearbox к разработке, он заявил, что усилия TimeGate эквивалентны их усилиям. Модератор сайта TimeGate же заявил, что студия работала над оружием, персонажами, Чужими, сюжетом и мультиплеером, что по его подсчётам составляет около 50 % их наработок на выходе.
В игре принимали участие несколько актёров из фильмов. Майкл Бин повторил свою роль капрала Дуэйна Хикса, а Лэнс Хенриксен озвучил андроидов Бишопа и Майкла Вейланда. Хенриксен позднее говорил, что ему было интересно озвучить своего персонажа, к которому он не прикасался более 25 лет. Майкл Бин, напротив, отрицательно высказывался о своём участии в игре, заявив, что людям, отвечавшим за проект, не хватило страсти. Саундтрек был написан Кевином Риплом, известным своей музыкой к независимым фильмам и серии Gears of War. Поскольку игра считается каноном в своей франшизе, при написании саундтрека Рипл вдохновлялся музыкой Джерри Голдсмита и Джеймса Хорнера, работавшими над фильмами «Чужой» и «Чужие» соответственно. Саундтрек был записан в студии Ocean Way Recording в Нашвилле, штат Теннесси.

## Маркетинг и выход

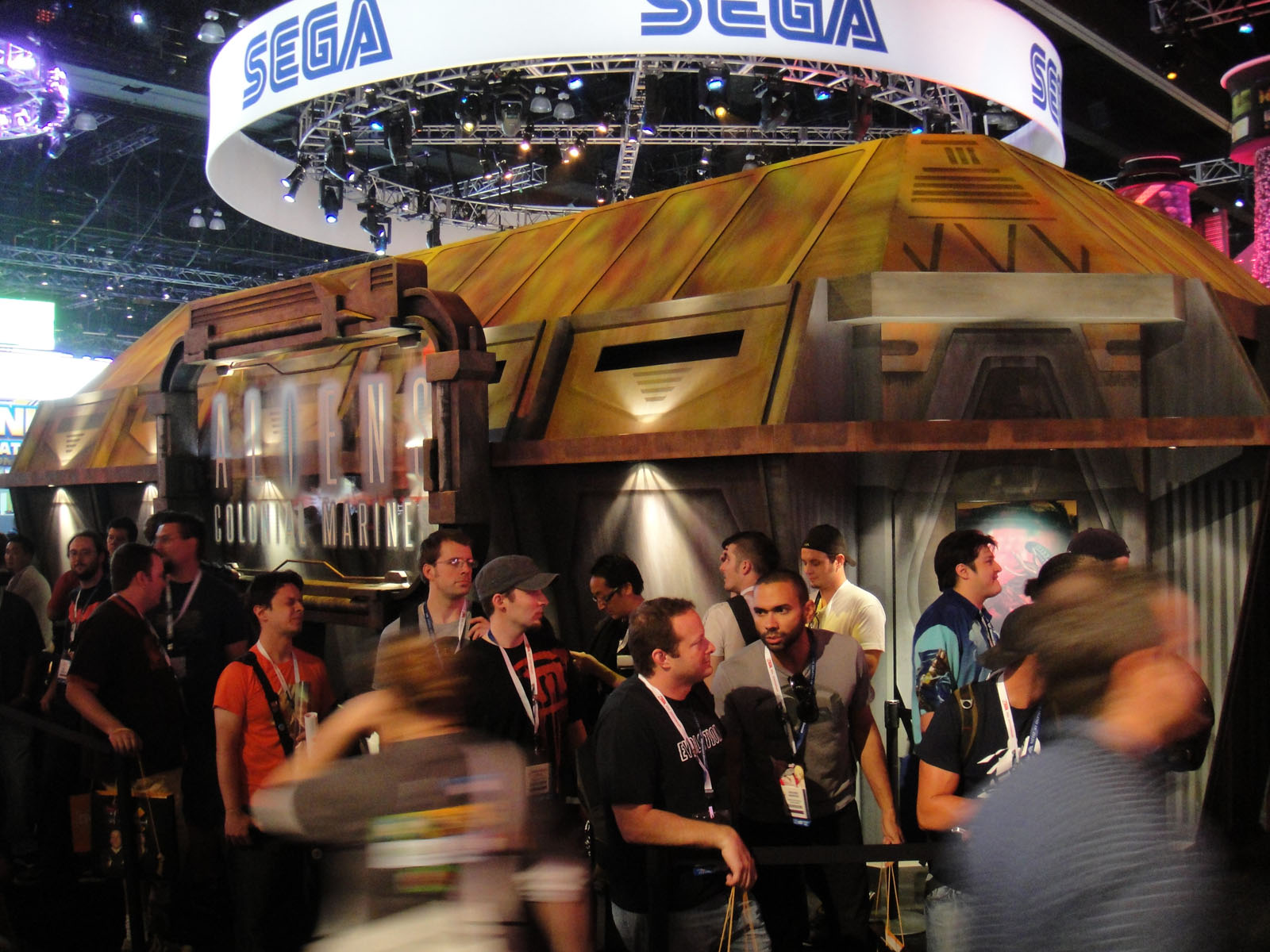
Стенд Colonial Marines на E3 2011

Вскоре после того, как Sega купила права на издание игр по «Чужому» в декабре 2006 года, разработка шутера от первого лица на основе франшизы была подтверждена. Официальный анонс Colonial Marines состоялся в журнале Game Informer за март 2008 года, где было описание проекта и особенности геймплея. Игра никоим образом не связана с одноимённой игрой Fox Interactive и Electronic Arts, которую те планировали выпустить для PlayStation 2 в 2001 году, но в конечном итоге свернули всю разработку. Первоначально релиз планировался на 2009 год, но после увольнения нескольких сотрудников Gearbox в ноябре 2008-го, её отложили на неопределённый срок. В дальнейшем об игре практически ничего не было слышно, что побудило игроков на распространение слухов о её отмене. Но затем были показаны анонсы с игрой, а на Penny Arcade Expo 2010 года Gearbox продемонстрировала несколько скриншотов.
В июне 2011 года было подтверждено, что Colonial Marines выйдет весной 2012 года, а на выставке E3 2011 в Лос-Анджелесе Gearbox представила тизер-трейлер и сообщила, что версия для Wii U находится в разработке. На E3 также была показана демоверсия игрового процесса. В январе 2012 года Sega заявила, что релиз Aliens откладывается до осени этого же года ради «соблюдения дедлайна». В мае игру в последний раз перенесли — окончательной датой выхода стало 12 февраля 2013 года, а версия для Wii U должна была выйти позже. За месяцы, предшествовавшие релизу, было выпущено множество трейлеров и демоверсий.
До выхода Colonial Marines подвергалась критике за отсутствие женских персонажей, и после формирования петиции с требованием добавить женщин, Gearbox включила их как в кооперативный, так и в многопользовательский режимы. В дополнение к стандартному изданию игры, было доступно также коллекционное издание — оно включало в себя фигурку автопогрузчика, досье морпехов, эксклюзивное оружие для мультиплеера и специальный уровень-стрельбище. Игроки, оформившие предзаказ, могли получить часть контента из коллекционного издания в качестве бонуса. После выхода, Gearbox выпустила патч, исправляющий баги в одиночной и многопользовательской игре. Версия для Wii U, которой занималась студия Demiurge Stuios, была отменена в апреле 2013 года.

### Загружаемый контент
В период с марта по июль 2013 года Colonial Marines получила четыре пакета загружаемого контента. Сезонный абонемент, открывающий весь дополнительный контент, можно было купить до выхода игры. Первый пакет DLC «Bug Hunt» вышел 19 марта — в него включили новый кооперативный режим до четырёх человек и три большие карты для многопользовательской игры. 7 мая вышел второй комплект DLC «Reconnaissance Pack» — оно содержит четыре новые карты для мультиплеера, новые элементы кастомизаций и добиваний для персонажей. Третий пакет загружаемого контента, «The Movie Map Pack», вышел 11 июня — в него включили карты для мультиплеера, основанные на фильмах «Чужой», «Чужие» и «Чужой 3».
Последний комплект DLC, «Stasis Interrupted», вышел 23 июля — оно содержит новую сюжетную кампанию, проходящую до событий Colonial Marines и рассказывает о том, что случилось с Хиксом между событиями фильмов «Чужие» и «Чужой 3». Кампания содержит четыре «взаимосвязанные» миссии, в которых игроки управляют тремя разными персонажами. Это DLC также добавило новые достижения, которые изначально были доступны в версии для PlayStation 3. По данным GameSpot, над загружаемым контентом работали Demiurge Studios и Nerve Software, однако их вклад в «Stasis Interrupted» неизвестен.

### Модификации
В апреле 2016 года пользователь с никнеймом «TemplarGFX» выпустил модификацию Aliens: Colonial Marines — Overhaul, в которой Чужие научились в десять раз быстрее принимать решения, чтобы практически мгновенно реагировать на изменения ситуации. Геймер также увеличил их скорость передвижения и урон игрокам.
В ноябре 2017 года моддер улучшил искусственный интеллект противников, исправив опечатку в файле конфигурации. Gearbox отреагировала на эту ошибку с юмором, опубликовав вакансию «программного редактора» для поиска опечаток в коде игр.

## Отзывы критиков
| Сводный рейтинг       | Сводный рейтинг                           |
| Агрегатор             | Оценка                                    |
| --------------------- | ----------------------------------------- |
| GameRankings          | 48,53 % (X360) 40,00 % (PS3) 37,91 % (PC) |
| Metacritic            | 45/100 (PC) 43/100 (PS3) 48/100 (X360)    |
| Иноязычные издания    |                                           |
| Издание               | Оценка                                    |
| 1UP.com               | D                                         |
| Destructoid           | 2,5/10                                    |
| Edge                  | 5/10                                      |
| EGM                   | 9/10                                      |
| Eurogamer             | 3/10                                      |
| Game Informer         | 4/10                                      |
| GameSpot              | 4,5/10                                    |
| GameTrailers          | 5,9/10                                    |
| IGN                   | 5/10 (PC) 4,5/10 (PS3, X360)              |
| Joystiq               | [ 74 ]                                    |
| PC Gamer (UK)         | 48/100                                    |
| Русскоязычные издания |                                           |
| Издание               | Оценка                                    |
| Absolute Games        | 37 %                                      |
| «IGN Россия»          | 2/10                                      |
| PlayGround.ru         | 3,0/10                                    |
| Riot Pixels           | 33/100                                    |
| StopGame.ru           | «Проходняк»                               |
| «Игромания»           | 4/10                                      |
| «Игры Mail.ru»        | 6/10                                      |
| «Канобу»              | 4/10                                      |

Aliens: Colonial Marines получила отрицательные отзывы от критиков и игроков — согласно сайту-агрегатору Metacritic, игра получила от 43 до 48 баллов из 100. Её критиковали за скучный геймплей, технические проблемы, некачественную графику и слабые «острые ощущения», особенно в сравнении с фильмом Джеймса Кэмерона. Рецензируя ПК-версию, Тристан Огилви из IGN заявила, что несмотря на то, что Colonial Marines выглядит и звучит как «Чужие», она не ощущается таковой и не привносит в жанр шутеров от первого лица ничего нового. Аналогично Кевин Ванорд из GameSpot описал игру как «мелкую научно-фантастическую чепуху с равнодушным отношением к франшизе». Хосе Отеро из сайта 1UP.com поставил игре оценку «D» — «оружие и звуки в Colonial Marines выглядят и звучат аутентично, но безвкусный внешний вид заставит вас подумать, что она продаётся незавершённой». Одним из изданий, которое положительно оценило игру, стало Electronic Gaming Monthly — оно поставило девять баллов из десяти, назвав её «несомненно лучшим игровым представлением франшизы на сегодняшний день».
Игру критиковали за текстуры с низким разрешением, некачественное освещение, плохие модели персонажей, а также неконтролируемый алиасинг и разрыв изображения. Дэн Уайтхед из Eurogamer отмечал, что игра очень часто использует свои графические ресурсы повторно, из-за чего многие уровни «имеют идентичные коридоры и мрачные экстерьеры». Однако некоторые критики положительно оценили эстетику «Чужих» — например журнал Edge отметил точное воспроизведение некоторых локаций из фильма, благодаря чему кино по-прежнему привлекательно спустя годы. Критиков разочаровали многочисленные баги — среди них были сбои в интеллекте противников, из-за чего они порой зависали и не могли даже распознать персонажа игрока и друг друга. ПК-версия была признана более совершенной в техническом плане, чем консольные версии.
Сюжет игры ругали за отсутствие последовательной преемственности с фильмами и пренебрежение к канону. Журнал Edge заметил, что колониальные морпехи в фильмах показаны как частная армия «Вейланд-Ютани», и им поручено сражаться с ксеноморфами, но в игре они почему-то сражаются с другими бойцами этой корпорации. Джим Стерлинг из Destructoid раскритиковал историю за архетипичных персонажей и «недозрелые» диалоги, заявив, что игра не в состоянии понять сущность «Чужих». Стерлинг пояснил, что фильм «разобрал стереотипы об „отважных мужчинах“» и показал, «насколько хрупок менталитет ковбоя, когда всё рушится», в то время как Colonial Marines «наслаждаются своим тестостероном, радостно погружаясь в омут промозглой ультрамаскулинности».
Журналисты критиковали геймплей за слабый искусственный интеллект врагов. Ксеноморфы просто бросаются на игрока, делая отслеживание противников бесполезным. По словам рецензента GameTrailers, «на самом деле никогда не возникает ощущения того, что вас преследует умный враг, и вы всё равно всегда будете видеть предупреждающий сигнал». Сеттинг и дизайн уровней высоко оценили в EGM, но в GameSpot отметили, что уровни явно не рассчитаны на кооперативный геймплей — игроки в совместном прохождении просто добавляются в игру, что превращает уровень в многолюдные матчи, где игроки дерутся за свободное пространство, пытаясь убивать врагов. Мультиплеер был признан большинством критиков как самый сильный аспект игры. Крис Терстен из PC Gamer написал, что игроков-морпехов поощряют координировать свои действия, поскольку игроки-ксеноморфы пытаются разумно охотиться. Однако критик выразил сомнение по поводу долговечности мультиплеера из-за отсутствия управляемых компьютером ботов.
Журнал «Игромания» назвал игру «провалом 2013 года», а также наградил антипремией «Стрела в колено». Сайт «Игры Mail.ru» включил Colonial Marines в свои списки «главных провалов года», «игр, не оправдавших ожиданий» и «худших игр по известным лицензиям». Редакция сайта DTF включила Colonial Marines в свой список самых плохих игр всех времён. Издание PC Gamer признало игру одной из худших игр на ПК в истории.

### Продажи
В Великобритании Aliens: Colonial Marines возглавила чарты всех форматов уже в первую неделю после выхода. В чартах для Xbox 360 и PlayStation 3 она также заняла первое место. По данным GfK Chart-Track, это был самый крупный релиз в Великобритании и заняла второе место по продажам в игровой франшизе «Чужого» за первую неделю, уступив только Aliens vs. Predator 2010 года. В США же игра достигла шестой позиции в чартах всех форматов за февраль 2013 года. Согласно отчёту Sega от 31 марта 2013 года, продажи Colonial Marines составляют 1,31 миллиона копий в США и Европе. Летом 2018 года, благодаря уязвимости в защите Steam Web API, стало известно, что точное количество пользователей сервиса Steam, которые играли в Aliens: Colonial Marines Collection хотя бы один раз, составляет 456 851 человек.

### Споры и судебный иск
После выхода, Colonial Marines стала объектом многочисленных споров. По некоторым данным, Gearbox переводила людей и ресурсы с Colonial Marines на Duke Nukem Forever и Borderlands, одновременно получая полные выплаты от Sega за работу над игрой. Когда Sega узнала об этом, они временно отменили игру, что привело к многочисленным увольнениям в конце 2008 года. Gearbox передала бо́льшую часть разработки на аутсорсинг другим студиям, чтобы компенсировать свою бесхозяйственность. Хотя Sega и отрицала такое утверждение, Джим Стерлинг из Destructoid утверждал обратное, заявляя, что Colonial Marines была в срочном порядке переработана, сертифицирована и отправлена к издателю, даже несмотря на незавершённость. Кроме того, после выхода игра стала объектом критики из-за ухудшенного качества графики в сравнении с демоверсиями для прессы на выставках.
После выхода игры TimeGate Studios, принимавшая участие в разработке, сообщила о планах по масштабному сокращению штата разработчиков, а впоследствии объявила о банкротстве.
В апреле 2013 года два игрока подали в суд на Gearbox и Sega за ложную рекламу на выставках, демоверсии на которых не были похожи на итоговый продукт. По их словам, демоверсии, описанные главным исполнительным директором Gearbox Рэнди Питчфордом как «реальный игровой процесс», отличаются графикой, искусственным интеллектом и уровнями, на деле отсутствующими в игре. Представители Sega предложили урегулировать иск с их стороны и выплатить 1,25 миллиона долларов США, отрицая своё незаконное поведение. В свою очередь, Gearbox подала запрос об отказе от претензий, заявив, что она как компания-разработчик программного обеспечения не несёт ответственности за маркетинг. Представители Gearbox добавили, что студия дополняла бюджет на разработку Colonial Marines своими сбережениями, чтобы помочь Sega закончить игру, и что она не получила никаких роялти от продаж. Иск от игроков утратил статус коллективного в мае 2015 года, и Gearbox была исключена из дела. Питчфорд сказал, что потерял от 10 до 15 миллионов долларов своих денег на Colonial Marines, и опроверг какие-либо обвинения в адрес студии.